# Lithocarpus milroyi
Lithocarpus milroyi là một loài thực vật có hoa trong họ Cử. Loài này được (Purkayastha) Barnett mô tả khoa học đầu tiên năm 1944.